# ホン・ペン
ホン・ペン（Hong Pheng、1989年11月1日 - ）は、カンボジアの元サッカー選手。元カンボジア代表。現役時代のポジションはDF。

## 経歴
ホンはバクセイ・チャンクロンFCでプロとしてのキャリアを始め、2011年にプノンペン・クラウンに移籍。しかし、同チームでは出場機会が少なかった為に3年の後にボーウング・ケット・アンコールに移籍した。
代表としては2014年9月20日のマレーシア代表戦で初出場を果たした。